# Stachys guyoniana
Stachys guyoniana là một loài thực vật có hoa trong họ Hoa môi. Loài này được Noë ex Batt. miêu tả khoa học đầu tiên năm 1890.